# Антарктичний мюонно-нейтринний масив детекторів
90° пд. ш. 0° сх. д. / 90° пд. ш. 0° сх. д.
Антарктичний мюонно-нейтринний масив детекторів (англ. «Antarctic Muon And Neutrino Detector Array» або «AMANDA») — нейтринний телескоп, розташований під полярною станцією Амундсена-Скотта. У 2005 році, після дев'яти років роботи, телескоп офіційно став частиною наступного проекту — нейтринної обсерваторії «Ice Cube».
AMANDA складається з оптичних модулів, кожен з яких містить один фотоелектронний помножувач, які занурили в Антарктиді у кригу на глибину від 1500 до 1900 метрів. На останньому етапі розвитку, відомому як AMANDA-II, телескоп складався з 677 оптичних модулів, встановлених на 19 окремих кабелях які утворювали кільце діаметром 200 метрів.

Схема, попередника детектора AMANDA, проекту DUMAND ілюструє розташування кабелів з сенсорами, а також їхній склад

AMANDA реєструє високоенергетичні нейтрино (50+ ГеВ) які проходять крізь Землю в північній півкулі і потім вступають в реакцію проходячи через антарктичний лід. Нейтрино взаємодіють з ядрами оксигену чи гідрогену, з яких складається крига, через слабку взаємодію утворюючи мюони і адрони. Оптичні модулі реєструють Черенковське випромінювання від новоутворених частинок і аналізуючи прихід імпульсів від фотонів можна, приблизно, визначити напрямок руху нейтрино з просторовим розділенням близько 2 градусів.
Метою AMANDA була спроба ідентифікувати і охарактеризувати джерела нейтрино які знаходяться поза сонячною системою. У порівнянні з підземними детекторами як, наприклад, Super-Kamiokande в Японії, детектор AMANDA здатний реєструвати нейтрино з вищими енергіями, через те, що він не обмежується штучним резервуаром. Проте детектор володіє меншою точністю, оскільки, перебуває у менш контрольованому середовищі і залежить від технічних характеристик фотоелектронних помножувачів. Super-Kamiokande може краще досліджувати нейтрино які випромінюються Сонцем і які генеруються в Земній атмосфері. Однак, при більш високих енергіях, у спектрах домінують нейтрино які випромінюються джерелом поза сонячною системою. Цей новий метод може дати важливі підказки в пошуку темної матерії та інших астрофізичних явищ.
Після двох років інтегрування детектора у систему обсерваторії «Ice Cube», обчислювальний центр детектора AMANDA (в обсерваторії Мартіна А. Померантца) припинив свою роботу у 2009 році.

## Нейтринна обсерваторія «Ice Cube»

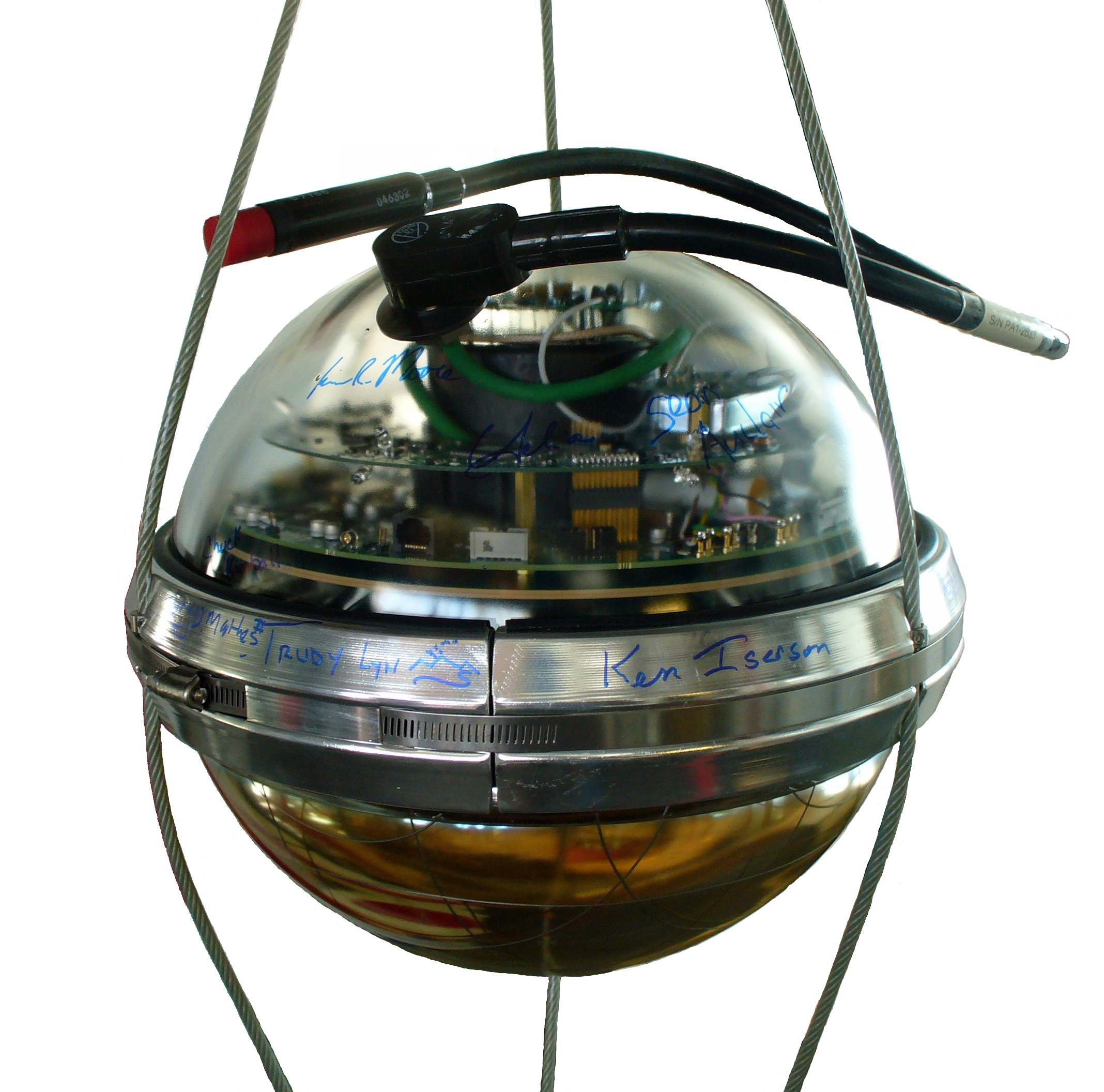
Оптичний модуль детектора нейтрино

Нейтринна обсерваторія «Ice Cube» побудована на антарктичній станції Амундсен-Скотт на основі детектора AMANDA. Детектор отримав свою назву через те, що загальний об'єм льоду, в який його поміщено досягає 1 кубічного кілометра. Будівництво обсерваторії тривало з 2005 по 2010 роки. Кожного року під час літніх сезонів встановлювалися кабелі з оптичними модулями. В загальному було встановлено 5160 модулів. Першу реєстрацію частинки було проведено ще під час роботи детектора AMANDA 29 січня 2006 року.
Одним із можливих напрямків роботи «Ice Cube» є проведення експериментів для реєстрації стерильного нейтрино — одного з кандидатів у темну матерію.